# Toute la vérité, rien que la vérité
Toute la vérité, rien que la vérité (France) ou Accident de parcours (Québec) (Bart Gets Hit by a Car) est le 10e épisode de la saison 2 de la série télévisée d'animation Les Simpson.

## Synopsis
M. Burns percute Bart avec sa voiture alors que ce dernier faisait du skateboard. Après que Burns a essayé d'acheter le silence d'Homer sur cet accident, Homer décide d'attaquer M. Burns en justice et de lui réclamer 1 000 000 $ de dommages et intérêts. À la fin d'un long procès, Homer le perd à cause du témoignage de Marge. Il lui en veut terriblement…

## Références culturelles

La vision de l'enfer s'inspire du troisième panneau du Jardin des délices.